# Hocine Djoudi
Pour les articles homonymes, voir Djoudi.
 (janvier 2015).
Si vous disposez d'ouvrages ou d'articles de référence ou si vous connaissez des sites web de qualité traitant du thème abordé ici, merci de compléter l'article en donnant les références utiles à sa vérifiabilité et en les liant à la section « Notes et références ».
Hocine Djoudi, né le 4 mai 1930 à Souk-Ahras, mort le 13 avril 2023 dans le 18e arrondissement de Paris, est un juriste et diplomate algérien.

## Biographie
Titulaire d'une licence en droit de l'université de Montpellier (France) en 1957, après avoir servi à l'ambassade d'Algérie à Londres de 1963 à 1964 et à la mission algérienne auprès de l'ONU à New York de 1964 à 1968, il est nommé conseiller auprès du ministre des affaires étrangères de 1968 à 1978. Ambassadeur d'Algérie en Espagne à partir de 1979, il a été également représentant permanent de l'Algérie auprès de l’ONU de 1984 à 1990 puis secrétaire général du ministère des affaires étrangères de 1990 à 1993. Après avoir été ambassadeur d'Algérie à Paris de 1993 à 1997, il devient sénateur dans le tiers présidentiel et vice-président de la commission des affaires étrangères au conseil de la nation, le sénat algérien.
En 1998, Hocine Djoudi a fait partie du groupe d'éminentes personnalités chargées par les Nations unies de se pencher sur le génocide au Rwanda. Par la suite, son nom a circulé dans les arcanes du pouvoir comme pressenti pour le poste de ministre des affaires étrangères en 1999 après l'accession d'Abdelaziz Bouteflika à la magistrature suprême en Algérie.
Hocine Djoudi est le père de l'ex-ministre algérien des finances Karim Djoudi et de Rachid Djoudi, Conseiller du Président de l'Établissement Français du Sang.
Il est inhumé le 20 avril 2023 au cimetière de Ben Aknoun.